# Cricklade St Mary
Cricklade St Mary var en civil parish fram till 1899 då den blev en del av Cricklade, i grevskapet Wiltshire, i England. Civil parish var belägen 10 km från Swindon och hade 427 invånare år 1891.